# AS Pierrots Vauban Strasbourg
AS Pierrots Vauban Strasbourg is een Franse voetbalclub uit Straatsburg.

## Geschiedenis
De club werd opgericht in 1921 als Cercle Sportif Catholique. Op 6 januari 1922 kwam Club Sportif les Pierrots de Strasbourg tot stand. In 1964 werd de club kampioen van de DH Alsace en promoveerde zo naar de derde klasse. In 1969 en 1970 werd de club Frans amateurkampioen. Na deze tweede titel fuseerde de club met Racing Club de Strasbourg, maar op 14 juni 1971 werd deze fusie ongedaan gemaakt en werd de club opnieuw zelfstandig onder de huidige naam.
Begin jaren tachtig vestigde de club een record door 113 wedstrijden op rij ongeslagen te blijven. Ondanks twee titels in 1981 en 1982 in de Division 3 weigerde de club het profstatuut aan te nemen en te promoveren naar de Division 2. Tot 1991 verbleef de club nog in de derde klasse en eindigde meestal in de top-5.
Tot 1999 speelde de club dan in de DH Alsace en werd drie keer kampioen. Na een derde plaats in de CFA 2 in 2005 promoveerde de club naar de CFA (vierde klasse), maar degradeerde na één seizoen. In 2011 degradeerde de club terug naar de regionale reeksen. In 2016 promoveerde de club weer, maar kon het behoud niet verzekeren. Ook in 2018 kon de club promoveren en kon het nu twee seizoenen volhouden. 

## Bekende ex-spelers
- Jacky Duguépéroux
- Gérard Hausser
- Didier Six
- Arsène Wenger
- Eric Mouloungui
- Karim Matmour